# Kortney Hause
Kortney Paul Duncan Hause (* 16. Juli 1995 in Goodmayes, Redbridge) ist ein englischer Fußballspieler. Der zentrale Abwehrspieler, der auch als Außenverteidiger eingesetzt werden kann, wurde in London bei West Ham United ausgebildet und spielt aktuell für Aston Villa.

## Karriere

### Wycombe Wanderers
Hause wurde im Londoner Distrikt Redbridge geboren und machte seine ersten fußballerischen Schritte beim Lakeview Football Club, bevor er sich als 8-Jähriger der Jugendabteilung von West Ham United anschloss. Sein großer Wunsch, bei seinem Heimatklub den Durchbruch als Fußballprofi zu schaffen, erhielt einen Rückschlag, als er im Alter von 16 Jahren im Jahr 2011 in West Ham „aussortiert“ wurde. Über den Umweg Birmingham City versuchte sich Hause dann bei den Wycombe Wanderers. Dort wusste er ab 2012 in der vierten Liga zu überzeugen und der „Linksfuß“ entwickelte sich in den folgenden zwei Jahren sukzessive zum Stammspieler. Sein Debüt absolvierte er am 3. November 2012 per Einwechslung gegen Crewe Alexandra (1:4) und insgesamt bestritt er bis zu einer Knöchelverletzung im November 2013 31 Pflichtspiele in der ersten Mannschaft.

### Wolverhampton Wanderers
Ende Januar 2014 wechselte Hause zu den Wolverhampton Wanderers. Er unterzeichnete einen 2½-Jahresvertrag bei dem damaligen Drittligisten, der in verbleibenden Partien den Aufstieg in die zweithöchste Spielklasse realisierte. Hause konnte dazu jedoch noch nichts beitragen und zu Beginn der Saison 2014/15 liehen ihn die „Wolves“ an den Drittligisten FC Gillingham aus. Die Laufzeit wurde bis zum Januar 2015 datiert, aber nach insgesamt 17 Auftritten für die „Gills“ wurde er bereits im November 2014 wieder nach Wolverhampton zurückberufen. Dort debütierte er am 13. Dezember 2014 beim 1:0-Erfolg bei Sheffield Wednesday und besonders nach dem Weggang von Richard Stearman etablierte sich Hause im Defensivverbund der Wolves. Ab der Saison 2017/18 erhielt er unter dem neuen Trainer Nuno Espírito Santo weniger Einsatzchancen. Dennoch unterzeichnete er im April 2018 einen neuen Dreijahresvertrag. Als sich die Perspektive auch im folgenden Jahr nach dem Erstligaaufstieg nicht besserte, lieh ihn der Klub im Januar 2019 an den Zweitligisten Aston Villa aus.

### Aston Villa
Die Transaktion sah eine Beschäftigung bis zum Ende der Saison 2018/19 plus einer Option für einen dauerhaften Transfer vor. Hause kam in insgesamt elf Ligaspielen sowie einmal in den Playoffs für die „Villans“ zum Einsatz und verhalf dem Klub zum Aufstieg in die Premier League. Kurz danach verkündete Aston Villa, Hause gegen eine Ablösesumme in Höhe von drei Millionen Pfund unter Vertrag genommen zu haben. Im August 2022 wurde er für den Rest der Saison 2022/23 an den englischen Zweitligisten FC Watford verliehen.

### Nationalmannschaft
Hause war Stammspieler in der englischen U-20-Auswahl sowie der U-21, mit der er 2016 das Turnier von Toulon gewann. Im Finale stand Hause gegen Frankreich in der Startformation und siegte mit 2:1.

## Abseits des Fußballs
Hause betätigt sich als Musiker unter dem Pseudonym Korts in dem Genre Grime.

## Titel/Auszeichnungen
- Turnier von Toulon: 2016